# Phrantela conica
Phrantela conica é uma espécie de gastrópode  da família Hydrobiidae.
É endémica da Austrália.